# ウランバートル・レールバス
ウランバートル・レールバス（蒙: Улаанбаатар рэйлбус、英: Ulaanbaatar Railbus）は、モンゴル国の首都ウランバートル市で運行されている鉄道ベースの公共輸送システムである。

## ルート
鉄道路線は1路線であり、首都ウランバートル市内の西側にあるTolgoit駅から始まり、市内中心部を通って、市内の東側にあるAmgalan駅へ至る路線である。
当ルートには、駅が全8駅ある。

### 駅一覧
| 駅               | 座標                                                                  |
| ---------------- | --------------------------------------------------------------------- |
| Tolgoit駅        | 北緯47度54分31秒 東経106度46分42秒 / 北緯47.908578度 東経106.778456度 |
| Tavanshar駅      | 北緯47度54分33秒 東経106度48分33秒 / 北緯47.909101度 東経106.809277度 |
| Bars-2駅         | 北緯47度54分32秒 東経106度50分52秒 / 北緯47.908899度 東経106.847663度 |
| ウランバートル駅 | 北緯47度54分31秒 東経106度53分02秒 / 北緯47.908683度 東経106.883917度 |
| Dundgol駅        | 北緯47度54分27秒 東経106度55分50秒 / 北緯47.907585度 東経106.930521度 |
| Narantuul駅      | 北緯47度54分27秒 東経106度56分51秒 / 北緯47.907462度 東経106.947582度 |
| Ulaankhuaran駅   | 北緯47度54分25秒 東経106度58分13秒 / 北緯47.907043度 東経106.970177度 |
| Amgalan駅        | 北緯47度54分12秒 東経107度00分52秒 / 北緯47.903341度 東経107.014331度 |

## 鉄道車両
当ルートでは、ロシアのトランスマシュホールジンク製PA-2レールバスが2両で運行されており、初運行は2014年6月7日であった。
レールバスは、160 km/h (100 mph)までの速度を出すことが可能であり、平均速度100 km/h (60 mph)にて市内を所要時間45-47分で移動している。